# Desapega!
Desapega! é um filme de comédia romântica brasileiro de 2023, dirigido por Hsu Chien Hsine e roteirizado por Leandro Matos. O filme conta a história de uma Rita (Glória Pires), uma mulher viciada em compras controlada que tem um gatilho ao lidar com a partida de sua filha Duda (Maísa Silva) do país. Conta ainda com as atuações de Marcos Pasquim, Wagner Santisteban, Malu Valle, Carol Bresolin, Polly Marinho e Matheus Costa nos demais papéis principais.
Desapega! foi lançado nos cinemas do Brasil em 9 de fevereiro de 2023 pela Imagem Filmes. Foi recebido com críticas positivas e mistas por parte da imprensa que, em geral, destacaram a química entre a atuação das protagonistas de Pires e Silva, mas consideraram que o filme desperdiça o potencial de se aprofundar no drama do vício em compras. A produção teve um desempenho comercial satisfatório, sendo assistido por mais de 150 mil pessoas, o que gerou uma receita de mais de R$ 1.6 milhão.

## Sinopse
Rita (Glória Pires), antes uma compradora compulsiva, mantém-se controlada nos últimos sete anos. Ao substituir um colega de férias, ela assume a liderança de um grupo de compradores e acumuladores compulsivos, composto por Gisélia (Malu Valle), Rômulo (Wagner Santisteban), Sylvia (Polly Marinho), Cibele (Carol Bresolin) e Otávio (Marcos Pasquim), com quem está iniciando um novo romance. Enquanto o grupo compartilha desabafos e desafios relacionados ao controle do impulso consumista, Rita descobre que sua filha, Duda (Maísa Silva), conquistou uma bolsa de estudos para estudar fotografia em Chicago. Contudo, a notícia desencadeia em Rita um gatilho poderoso, exigindo que ela reúna todas as suas forças para evitar uma recaída e não gastar todo o dinheiro destinado à viagem.

## Elenco
- Glória Pires como Rita[5]

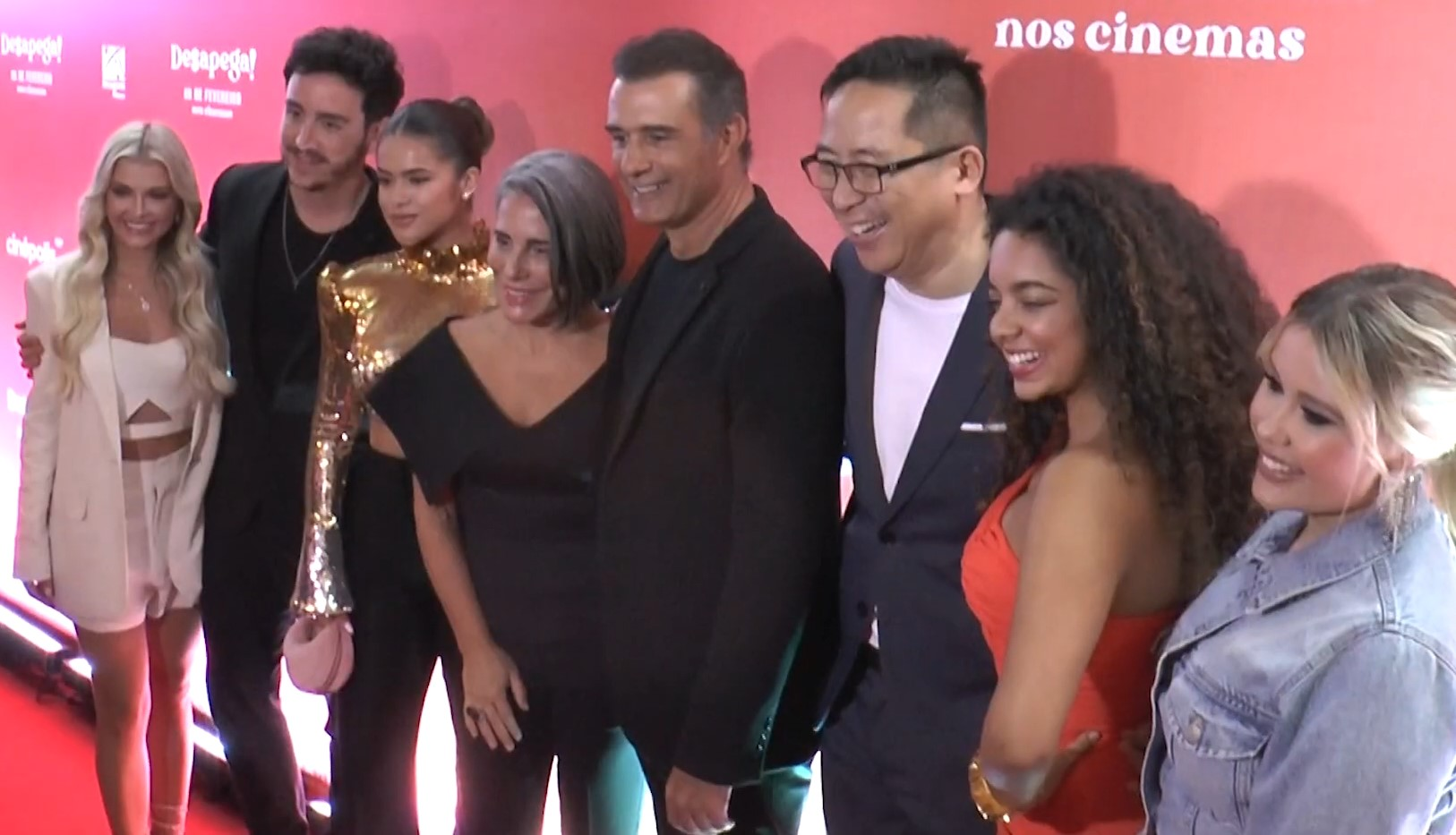
Elenco na pré-estreia do filme, em 2023. Da esquerda para a direita: Carol Bresolin, Wagner Santisteban, Maisa Silva, Glória Pires, Marcos Pasquim, o diretor Hsu Chien Hsine e Laura Castro.

- Maisa Silva como Maria Eduarda (Duda)[6]
- Marcos Pasquim como Otávio[7]
- Wagner Santisteban como Romulo
- Malu Valle como Gisélia
- Carol Bresolin como Cibele
- Matheus Costa como Gustavo (Guto)
- Polly Marinho como Sylvia
- Laura Castro como Julia
- Maria Gal como Nathalia
- Letícia Isnard como Alice
- Narjara Turetta como mulher na loja
- João Fernandes como vendedor no semáforo
- Luana Martau como operadora de caixa
- Larissa Ayumi como dançarina
- Bruno Yamacuti como segurança no bar
- Giovanna Vidotti como garota na bicicleta

## Produção

### Desenvolvimento
Desepaga! nasceu de um argumento do próprio diretor Hsu Chien e o roteiro foi elaborado por Leandro Matos, com a contribuição de Bruna Boeing, Victor Michels e Tiago Lima Cunha. O elenco da produção foi confirmado através de uma ação de divulgação do filme num perfil de rede social dedicado exclusivamente aos bastidores do filme. Glória Pires e Maísa Silva foram as primeiras anunciadas. O filme teve suas gravações iniciadas em setembro de 2021 com locações no Rio de Janeiro.

## Lançamento
Desapega! foi lançado diretamente nos cinemas do Brasil em 9 de fevereiro de 2023 pela Imagem Filmes, com distribuição larga em 605 salas por todo o país.

## Recepção

### Bilheteria
O filme obteve desempenho comercial satisfatório. Em seu primeiro final de semana de exibição, entre 9 e 12 de fevereiro de 2023, o filme arrecadou R$ R$ 992 mil em bilheteria, ocupando a sétima colocação entre os filmes mais vistos no Brasil, sendo a produção nacional mais assistida entre elas. De acordo com dados da Ancine, o filme tornou-se a produção brasileira mais assistida nos cinemas no primeiro semestre de 2023. Ao todo, o filme acumulou um total de 150.546 espectadores, gerando uma receita de R$ 1.678.713,25 durante seus 49 dias de exibição nos cinemas.

### Resposta da crítica
Desapega! foi recebido com crítica mistas pela imprensa cinematográfica nacional. O filme recebeu elogios para as performances da dupla protagonista Glória Pires e Maísa Silva, sendo destacada a química entre as atrizes também com o ator Marcos Pasquim. Do website Omelete, a crítica Giovanna Breve, apesar de elogiar as performances, diz que o filme se perde por não se aprofundar no drama do vício da personagem "Rita", interpretada por Pires: "Na vontade de abordar o vício e outros temas com a leveza do humor, inevitavelmente Desapega! perde potência dramática". Ela conclui a crítica pontuando o desempenho do trio que encabeça o elenco: "A dinâmica entre os três nomes à frente do elenco faz compensar um roteiro que no fim está longe de ser exatamente original, apesar dos temas promissores - e atuais - que escolhe abordar".
Giulianna Muneratto, para o website Tangerina, do UOL, escreveu: "Desapega! realmente não parece ter a pretensão de levantar questões muito elaboradas para o espectador, mas sim divertir ao abordar temas tão presentes no dia a dia. Com leveza, o filme faz rir, encanta e acolhe e, por isso, acaba sendo uma ótima escolha para assistir com a família". Do Estação Nerd, Hiccaro Rodrigues, disse: "Maisa Silva é puro carisma e seus momentos com Pires em cena, são singelos e tocantes. Marcos Pasquim tem muita química com Pires e o casal consegue dar muita credibilidade ao romance apresentado. O problema da história reside na relação familiar que demora para apresentar o grande problema da história. Além disso, as origens do vício da personagem de Glória Pires são abordados de modo muito superficial e deixam a desejar, mas nenhuma dessas questões atrapalha a diversão. Por fim o diretor insere diversos easter eggs à história e deve fazer a alegrias dos fãs da cultura pop, em especial".
Para Rodrigo Fonseca, do Estadão, Desapega! se destaca como uma opção imperdível para o fim de semana, apresentando a delicada relação entre Rita (Glória Pires) e Otávio (Marcos Pasquim), um aspecto que evidencia a autoralidade de Hsu Chien como cineasta. Segundo Fonseca, o filme aborda de maneira respeitosa a compulsão pelo consumo, com Hsu, identificando-se como consumidor desenfreado, oferecendo uma perspectiva inclusiva sobre o tema. A narrativa, centrada na mãe Rita e sua filha Duda (interpretada vivazmente por Maísa), equilibra habilmente o humor e a construção do clima romântico. Conclui sua crítica dizendo que o filme destaca-se por sua abordagem inteligente e hilariante, especialmente em sequências que revelam as excentricidades de Rita, líder de um grupo de compradores compulsivos.

## Prêmios e indicações
| Lista de prêmios                   | Lista de prêmios                | Lista de prêmios | Lista de prêmios |
| Associação(ões)                    | Categoria                       | Recipiente(s)    | Resultado        |
| ---------------------------------- | ------------------------------- | ---------------- | ---------------- |
| Grande Prêmio do Cinema Brasileiro | Melhor Longa-Metragem – Comédia | Desapega!        | Indicado         |
| Festival Sesc Melhores Filmes      | Melhor Filme Nacional           | Desapega!        | Indicado         |
| Festival Sesc Melhores Filmes      | Melhor Atriz Nacional           | Glória Pires     | Indicada         |
| Festival Sesc Melhores Filmes      | Melhor Atriz Nacional           | Maísa Silva      | Indicada         |